# Billboardlistans förstaplaceringar 2014

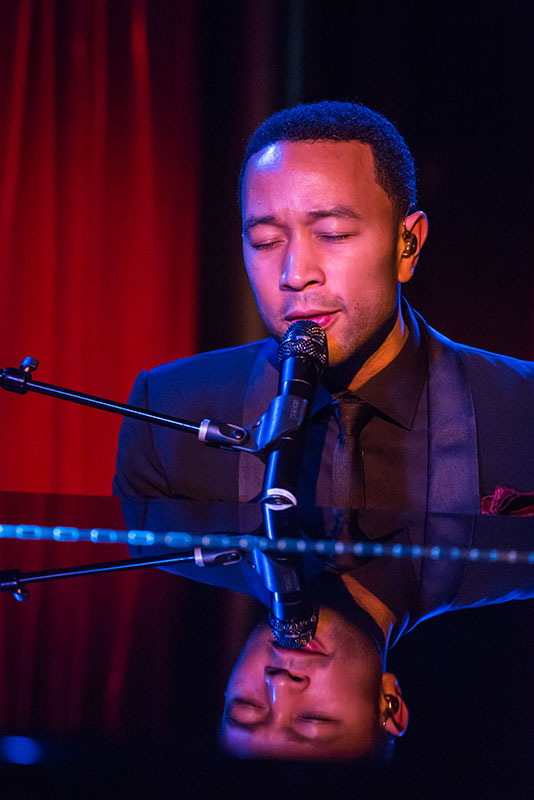
John Legend

Billboardlistans förstaplaceringar 2014 innebar att sex olika artister fick sin första singeletta i USA på Billboards lista Billboard Hot 100, som huvudartist eller "featuring": Juicy J, John Legend, Iggy Azalea, Charli XCX, Magic! och Meghan Trainor.
Den låten som längst låg etta det här året var "Happy" av Pharrell Williams, som låg 10 veckor som etta.
John Legend fick sin första etta med "All Of Me" den 17 maj. Detta efter 30 veckor, vilket gör den till den låten som väntat tredje längst för att bli etta, efter "Macarena" av Los Del Rio med 33 veckor, och "Amazed" av Lonestar med 31 veckor. Det blev även den tredje låten att toppa Billboard som endast består av piano och sång, den första var "Someone Like You" av Adele och den andra var "When I Was Your Man" av Bruno Mars.
Iggy Azalea toppade listan med "Fancy" och blev fjärde kvinnliga solorapparen att göra detta, de andra är Lil' Kim, Lauryn Hill och Shawnna. Den låg 7 veckor som etta och blev därmed längst liggande låten där av en kvinnlig rappare.
Meghan Trainor fick sin första etta med "All About That Bass". Den låg där i 8 veckor, vilket gjorde det till den längst liggande låten som etta av en kvinnlig artist detta år.
Taylor Swift blev den första kvinnliga artisten att byta ut sig själv som etta på Billboard, då "Blank Space" passerade "Shake It Off" som etta.

## Listhistorik
| Datum        | Låt                   | Artist(er)                       | Referens |
| ------------ | --------------------- | -------------------------------- | -------- |
| 4 januari    | "The Monster"         | Eminem featuring Rihanna         | [ 1 ]    |
| 11 januari   | "The Monster"         | Eminem featuring Rihanna         | [ 2 ]    |
| 18 januari   | "Timber"              | Pitbull featuring Kesha          | [ 3 ]    |
| 25 januari   | "Timber"              | Pitbull featuring Kesha          | [ 4 ]    |
| 1 februari   | "Timber"              | Pitbull featuring Kesha          | [ 5 ]    |
| 8 februari   | "Dark Horse"          | Katy Perry featuring Juicy J     | [ 6 ]    |
| 15 februari  | "Dark Horse"          | Katy Perry featuring Juicy J     | [ 7 ]    |
| 22 februari  | "Dark Horse"          | Katy Perry featuring Juicy J     | [ 8 ]    |
| 1 mars       | "Dark Horse"          | Katy Perry featuring Juicy J     | [ 9 ]    |
| 8 mars       | "Happy"               | Pharrell Williams                | [ 11 ]   |
| 15 mars      | "Happy"               | Pharrell Williams                | [ 12 ]   |
| 22 mars      | "Happy"               | Pharrell Williams                | [ 13 ]   |
| 29 mars      | "Happy"               | Pharrell Williams                | [ 14 ]   |
| 5 april      | "Happy"               | Pharrell Williams                | [ 15 ]   |
| 12 april     | "Happy"               | Pharrell Williams                | [ 16 ]   |
| 19 april     | "Happy"               | Pharrell Williams                | [ 17 ]   |
| 26 april     | "Happy"               | Pharrell Williams                | [ 18 ]   |
| 3 maj        | "Happy"               | Pharrell Williams                | [ 19 ]   |
| 10 maj       | "Happy"               | Pharrell Williams                | [ 20 ]   |
| 17 maj       | "All of Me"           | John Legend                      |          |
| 24 maj       | "All of Me"           | John Legend                      | [ 21 ]   |
| 31 maj       | "All of Me"           | John Legend                      | [ 22 ]   |
| 7 juni       | "Fancy"               | Iggy Azalea featuring Charli XCX |          |
| 14 juni      | "Fancy"               | Iggy Azalea featuring Charli XCX | [ 23 ]   |
| 21 juni      | "Fancy"               | Iggy Azalea featuring Charli XCX | [ 24 ]   |
| 28 juni      | "Fancy"               | Iggy Azalea featuring Charli XCX | [ 25 ]   |
| 5 juli       | "Fancy"               | Iggy Azalea featuring Charli XCX | [ 26 ]   |
| 12 juli      | "Fancy"               | Iggy Azalea featuring Charli XCX |          |
| 19 juli      | "Fancy"               | Iggy Azalea featuring Charli XCX | [ 27 ]   |
| 26 juli      | "Rude"                | Magic!                           | [ 28 ]   |
| 2 augusti    | "Rude"                | Magic!                           | [ 29 ]   |
| 9 augusti    | "Rude"                | Magic!                           | [ 30 ]   |
| 16 augusti   | "Rude"                | Magic!                           | [ 31 ]   |
| 23 augusti   | "Rude"                | Magic!                           | [ 32 ]   |
| 30 augusti   | "Rude"                | Magic!                           | [ 33 ]   |
| 6 september  | "Shake It Off"        | Taylor Swift                     | [ 34 ]   |
| 13 september | "Shake It Off"        | Taylor Swift                     | [ 35 ]   |
| 20 september | "All About That Bass" | Meghan Trainor                   |          |
| 27 september | "All About That Bass" | Meghan Trainor                   | [ 36 ]   |
| 4 oktober    | "All About That Bass" | Meghan Trainor                   | [ 37 ]   |
| 11 oktober   | "All About That Bass" | Meghan Trainor                   | [ 38 ]   |
| 18 oktober   | "All About That Bass" | Meghan Trainor                   | [ 39 ]   |
| 25 oktober   | "All About That Bass" | Meghan Trainor                   | [ 40 ]   |
| 1 november   | "All About That Bass" | Meghan Trainor                   | [ 41 ]   |
| 8 november   | "All About That Bass" | Meghan Trainor                   | [ 42 ]   |
| 15 november  | "Shake It Off"        | Taylor Swift                     | [ 43 ]   |
| 22 november  | "Shake It Off"        | Taylor Swift                     | [ 44 ]   |
| 29 november  | "Blank Space"         | Taylor Swift                     |          |
| 6 december   | "Blank Space"         | Taylor Swift                     | [ 45 ]   |
| 13 december  | "Blank Space"         | Taylor Swift                     | [ 46 ]   |
| 20 december  | "Blank Space"         | Taylor Swift                     | [ 47 ]   |
| 27 december  | "Blank Space"         | Taylor Swift                     | [ 48 ]   |